# Redemptoris missio
Redemptoris missio (česky Poslání Vykupitele) s podtitulem O stálé platnosti misijního poslání je 8. encyklika papeže Jana Pavla II. vydaná 7. prosince 1990. Její vydání se shodovalo s pětadvacátým výročím vydání dekretu II. vatikánského koncilu o misijní činnosti církve Ad gentes. Věnuje se tématu „naléhavosti misijní činnosti“ a papež v ní chtěl „vyzvat církev k obnově jejího misijního závazku“.
Encyklika rozlišuje tři oblasti evangelizace (§ 33–34):
- Missio ad gentes, zaměřená na lidi, kteří ještě nevěří v Krista
- Reevangelizace, zaměřená na oživení křesťanské víry
- Pastorační péče, hlubší zasazení evangelia do srdcí a myslí věřících křesťanů[4]

## Kontext
Encyklika je důležitým rozvinutím tématu nové evangelizace, které často citoval papež Jan Pavel II. Nejvýraznější částí dokumentu je čtvrtá kapitola, v níž papež podrobně popisuje, co obnáší misie Ad gentes v nekřesťanském světě. Encyklika navazuje na dokumenty II. vatikánského koncilu včetně Lumen gentium a Ad gentes. Navazuje na dokument papeže Pavla VI. o evangelizaci Evangelii nuntiandi a je předchůdcem dokumentu papeže Františka Evangelii gaudium.

## Obsah

### Požehnání
Jan Pavel II. otevírá encykliku slovy:
Ctihodní bratři, milovaní synové a dcery,
Zdraví a apoštolské požehnání!

### Úvod (1–3)
V úvodu Jan Pavel II. vyjadřuje, v čem spatřuje naléhavost evangelizace.
- „Cítím, že nastal okamžik, kdy je třeba věnovat všechny síly církve nové evangelizaci a misii ad gentes. Žádný věřící v Krista, žádná církevní instituce se nemůže vyhnout této nejvyšší povinnosti: hlásat Krista všem národům.“ (§ 3)

### I. Ježíš Kristus, jediný Spasitel (4–11)
- „Kristus je jediný Spasitel všech, jediný, kdo může zjevit Boha a vést k Bohu.“ (#5.1)

### II. Boží království (12–20)
- „Boží království není pojem, doktrína nebo program podléhající volnému výkladu, ale je to především osoba s tváří a jménem Ježíše Nazaretského, obrazu neviditelného Boha.“ (12, 5). (#18.2)

### III. Duch svatý, hlavní činitel misie (21–30)
- „Duch svatý je skutečně hlavním činitelem celé misie církve..., jak je to jasně vidět v prvotní církvi: při obrácení Kornélia (srov. Sk 10 (Kral, ČEP)), při rozhodování o vznikajících problémech (srov. Sk 15 (Kral, ČEP)) a při výběru oblastí a národů, které mají být evangelizovány (srov. Sk 16, 6 (Kral, ČEP) a násl.).“ (§ 21)
- „Dnes musí církev čelit dalším výzvám a posouvat se k novým hranicím, a to jak při původní misii ad gentes, tak při nové evangelizaci těch národů, které již slyšely hlásat Krista.“ (srov. § 30)

### IV. Rozsáhlé obzory misieAd Gentes(31–40)
| Církev nabízí, nic nevnucuje... |
| Redemptoris missio, § 39        |

- „Pán Ježíš poslal své apoštoly ke každému člověku, národu a místu na zemi.“ (§ 31)
- „Vnitřní a vnější potíže nás nesmí přimět k pesimismu nebo nečinnosti. Stejně jako v každé oblasti křesťanského života je i zde důležitá důvěra, která pramení z víry, z jistoty, že hlavními nositeli poslání církve nejsme my, ale Ježíš Kristus a jeho Duch.“ (§ 36)
- „Je třeba doufat, že autentická náboženská svoboda bude přiznána všem lidem na celém světě... Církev se obrací na lidi s plným respektem k jejich svobodě. Její poslání svobodu neomezuje, ale naopak ji podporuje. Církev nabízí, nic nevnucuje. Respektuje jednotlivce a kultury a ctí posvátnost svědomí. Těm, kteří se z různých důvodů staví proti misijní činnosti, církev opakuje: „Otevřete dveře Kristu!“ (§ 39)

### V. Cesty misie (41–60)
- „Svědectví křesťanského života je první a nenahraditelnou formou misie.“ (§ 42)[7]
- „Církev je povolána vydávat svědectví o Kristu tím, že zaujímá odvážné a prorocké postoje tváří v tvář zkaženosti politické nebo ekonomické moci; tím, že neusiluje o vlastní slávu a materiální bohatství; tím, že využívá své zdroje ke službě nejchudším z chudých a napodobuje prostotu Kristova života. Církev a její misionáři musí také vydávat svědectví pokory...“[8]
- „Cílem hlásání Božího slova je křesťanské obrácení: úplné a upřímné přilnutí ke Kristu a jeho evangeliu skrze víru. Obrácení je Boží dar, dílo Nejsvětější Trojice.“[9]

### VI. Vůdci a spolupracovníci v misijním apoštolátu (61–76)
- „To, co bylo učiněno na počátku křesťanství pro jeho univerzální poslání, je platné a naléhavé i dnes. Církev je misionářská ze své podstaty, neboť Kristův mandát není něčím podmíněným nebo vnějším, ale zasahuje do samého srdce církve.“ (§ 62)
- „Každý biskup má také jako pastýř určité církve rozsáhlou misijní povinnost. Připadá mu ,jako představenému a středu jednoty diecézního apoštolátu podporovat misijní činnost, řídit ji a koordinovat..... Ať také dohlíží na to, aby se apoštolská činnost neomezovala jen na ty, kdo se již obrátili, ale aby se přiměřený podíl personálu i finančních prostředků věnoval evangelizaci nekřesťanů.ʻ“ (§ 63)

### VII. Spolupráce v misijní činnosti (77–86)
- „Prosím mladé lidi, aby sami naslouchali Kristovým slovům, když jim říká to, co kdysi řekl Šimonu Petrovi a Ondřejovi u jezera: ,Pojďte za mnou a učiním vás rybáři lidíʻ – Mt 4, 19 (Kral, ČEP). Kéž mají odvahu odpovědět jako Izaiáš: ,Tady jsem, Pane! Jsem připraven! Pošli mě!ʻ – srov. Iz 6, 8 (Kral, ČEP). Budou mít před sebou nádherný život a poznají opravdovou radost z hlásání ,radostné zvěstiʻ bratřím a sestrám, které povedou po cestě spásy.“ (§ 80)

### VIII. Misionářská spiritualita (87–91)
- „Základním rysem misionářské spirituality je důvěrné společenství s Kristem.“ (§ 88)
- „Misionáře pohání ,horlivost pro dušeʻ, horlivost inspirovaná Kristovou vlastní láskou, která má podobu zájmu, něhy, soucitu, otevřenosti, dostupnosti a zájmu o problémy lidí.“ (§ 89)
- „Povolání k misii je svou povahou odvozeno od povolání ke svatosti... Univerzální povolání ke svatosti je úzce spojeno s univerzálním povoláním k misii. Každý člen věřících je povolán ke svatosti a k misii... Misionářská spiritualita církve je cestou ke svatosti.“ (§ 90)

### Závěr (92)
- „Stejně jako apoštolové po Kristově Nanebevstoupení se církev musí shromáždit..., aby se modlila o Ducha a získala sílu a odvahu k plnění misijního poslání.“ (§ 92)